# 2094 Magnitka
2094 Magnitka è un asteroide della fascia principale del diametro medio di circa 12,69 km. Scoperto nel 1971, presenta un'orbita caratterizzata da un semiasse maggiore pari a 2,2322346 UA e da un'eccentricità di 0,0964105, inclinata di 5,02892° rispetto all'eclittica.
L'asteroide è dedicato alla città russa di Magnitogorsk, sede di un importante polo siderurgico.